# Гребен (коса)
Вижте пояснителната страница за други значения на Гребен.
Гребен е предмет от бита, който служи за разресване на косата. Изработва се основно от пластмаса, но се срещат и такива от дърво или метал. В миналото е много популярно да се изработват от слонова кост, но поради акциите за защита на животните, тази практика спира.
Гребените са едни от най-старите предмети, открити от археолози. Най-древният гребен е открит на територията на Древния Рим, изработен е от кост на животно и има осем зъба. Те имат зъби, които се различават по големина в зависимост от предназначението им. Някои гребени имат зъби по цялото си продължение, докато други имат зъби само на половината от дължината и другата половина е дръжка. Днес за разресване на косата по-често се използват четки за коса, които са по-големи и по-удобни.
Гребените могат да се използват и като музикален инструмент.